# Herb gminy Niechanowo
Herb gminy Niechanowo – symbol gminy Niechanowo.

## Wygląd i symbolika
Herb przedstawia na tarczy w polu białym czerwoną różę z zieloną łodygą, a nad nią czarny napis „NIECHANOWO”. Jest to nawiązanie do symbolu Niechanowa, pochodzącego od pierwszych właścicieli.